# جوسبلان
لجنة التخطيط الحكومية، المعروفة باسم جوسبلان (بالروسية: Госплан)‏ كانت الوكالة المسؤولة عن التخطيط الاقتصادي المركزي في الاتحاد السوفيتي. أُسست في 1921 وظلت حتى تفكك الاتحاد السوفيتي في 1991، كانت المهمة الرئيسية لجوسبلان وضع وإدارة سلسلة من الخطط الخمسية التي توجه اقتصاد الاتحاد السوفيتي.

## التاريخ

### الخلفية الاقتصادية
كانت فترة ثورة أكتوبر والحرب الأهلية الروسية التي تلتها فترة انهيار اقتصادي فعلي. ما أثر بشدة على إنتاج وتوزيع السلع الضرورية مع إغلاق المصانع وإخلاء المدن الكبرى مثل بتروجراد (سانت بطرسبرج حاليًا) من السكان، مع عودة السكان الحضريين إلى الريف للمطالبة برقع زراعية في إعادة توزيع الأراضي ومن أجل تجنب البطالة ونقص الغذاء ونقص الوقود الذي أصبح متوطنًا. وبحلول عام 1919، ظهرت حالة التضخم المفرط، مما دفع النظام الاقتصادي المتعثر في روسيا السوفيتية نحو الانهيار التام.
ظهر نظام مؤقت مع نشوء الشيوعية العسكرية. كان مجلس الدفاع عن العمال والفلاحين التابع للحكومة السوفيتية يسارع من عنق زجاجة اقتصادي إلى عنق زجاجة اقتصادي في جهد محموم للحفاظ على ما تبقى من الصناعة الروسية نيابة عن الجيش الأحمر، الذي كان محاصرًا في صراع حياة أو موت مع الحركة البيضاء المناهضة للبلشفية، بدعم من التدخل العسكري الأجنبي من بريطانيا العظمى وفرنسا واليابان والولايات المتحدة ودول أخرى. وفي الريف، كانت عمليات مصادرة الأغذية، المدعومة في كثير من الأحيان بالقوة الغاشمة، تجري تحت رعاية اسمية من مفوضية الشعب للزراعة.
وفي خضم هذه الفوضى ظلت فكرة التخطيط الاقتصادي الطويل الأمد مجرد حلم طوباوي خلال السنوات الأولى من وجود روسيا السوفيتية. ولم يولى اهتمام جدي لمسألة التخطيط المنهجي للاقتصاد السوفيتي إلا بعد انتهاء الحرب الأهلية بنجاح بالنسبة للبلاشفة في عام 1920. في مارس 1920، مُنح مجلس الدفاع عن العمال والفلاحين اسمًا جديدًا - مجلس العمل والدفاع ومهمة تخطيطية أوسع.
تأسس مجلس العمل والدفاع ليكن لجنة تابعة لمجلس مفوضي الشعب، برئاسة كبار مفوضي الشعب أنفسهم، وممثل عن النقابات العمالية الروسية، ورئيس الوكالة المركزية للإحصاء. كان الهدف من إنشاء مجلس العمل والدفاع هو وضع خطة اقتصادية واحدة لروسيا السوفيتية وتوجيه عمل مفوضيات الشعب الفردية نحو تحقيق هذه الخطة، بحيث "أصبح لدى جمهورية روسيا السوفيتية الاتحادية الاشتراكية لأول مرة جهاز تخطيط عام بوظائف محددة بوضوح"، كما لاحظ المؤرخ إي إتش كار.
أُطلقت لجنة الدولة للتخطيط، المعروفة باسم جوسبلان، باعتبارها لجنة فرعية استشارية دائمة تابعة لمجلس العمل والدفاع وكُلفت بمهمة إجراء تحقيقات اقتصادية مفصلة وتقديم توصيات الخبراء إلى مجلس العمل والدفاع الذي يتخذ القرار.

### التأسيس
أسس هيئة التخطيط الحكومي رسميًّا بموجب مرسوم صادر عن مجلس مفوضي الشعب بتاريخ 22 فبراير 1921. ومن عجيب المفارقات أن المرسوم صدر في نفس اليوم الذي نُشر فيه مقال للزعيم السوفيتي فيكتور فيليبوفيتش لينين في صحيفة برافدا ينتقد فيه أنصار "الخطة الاقتصادية الموحدة" بسبب "ثرثرتهم" و"تعجرفهم الممل" ويزعم أن خطة جوإلرو للكهرباء الوطنية كانت "العمل الجاد الوحيد بشأن مسألة الخطة الاقتصادية الموحدة". ومع ذلك، كان أعضاء آخرون في مجلس مفوضي الشعب أكثر تفاؤلًا، وتكبد لينين هزيمة في إنشاء كيان تخطيطي آخر، هو جوسبلان. كإجراء تسوية لتوحيد مهمة الكيانين التخطيطيين، عين رئيس خطة جوإلرو، جليب كرزيجانوفسكي، لرئاسة جوسبلان.
في البداية كانت لجنة التخطيط الحكومي ذات وظيفة استشارية، وكان مجموع موظفيها يتألف من 34 شخصًا فقط وقت إطلاقها في أبريل 1921. وقد اختيروا على أساس الخبرة الأكاديمية في الجوانب المتخصصة للصناعة؛ وكان سبعة منهم فقط أعضاء في الحزب الشيوعي الروسي (البلاشفة). مع التحول الجاري نحو نظام إنتاج قائم على السوق كجزء من السياسة الاقتصادية الجديدة، كانت هناك قيود حقيقية للغاية على المدى المحتمل للتخطيط المركزي خلال المرحلة الأولية من الحياة المؤسسية للجنة التخطيط الحكومية.
سرعان ما أصبحت هيئة التخطيط الحكومي نقطة مركزية للتخطيط المركزي والاستثمار الموسع في الصناعة الثقيلة، وكان ليون تروتسكي أحد الرعاة السياسيين البارزين للوكالة. وفي يونيو/حزيران 1922، صدر مرسوم جديد وسع نطاق اختصاص هيئة التخطيط الحكومي، حيث وجه الوكالة إلى وضع خطط إنتاج "طويلة الأجل" و"فورية". كان من المقرر استشارة هيئة تخطيط الحكومي فيما يتعلق بالمراسيم الاقتصادية والمالية المقترحة المقدمة إلى مجلس مفوضي الشعب من قبل مفوضيات الشعب الاقتصادية المختلفة. نشأ تنافس إداري بين هيئة التخطيط الحكومي ومفوضية الشعب للمالية (ناركومفين)، وكانت الأخيرة هي الوكالة الأكثر تأييدًا لاستقرار العملة وتوسيع الاقتصاد العام من خلال السوق المنظمة.
لم تكن لجنة التخطيط الحكومي تتمتع بأي سلطة إجبارية في هذه الفترة المبكرة، ولكنها اضطرت إلى العمل من خلال سوفناركوم، أو مجلس العمل والدفاع، أو مفوضيات الشعب من أجل تنفيذ اقتراحاتها بموجب مرسوم. ظلت الحسابات الاقتصادية للوكالة واقتراحاتها السياسية مجردة إلى حد كبير طوال النصف الأول من عشرينيات القرن العشرين، حيث كانت رغبات جوسبلان والسياسة الفعلية غير مترابطة إلى حد بعيد.

### التطور
استمر التوتر بين ناركومفين وجوسبلان طوال فترة السياسة الاقتصادية الجديدة، حيث دعت ناركومفين إلى زيادة صادرات الحبوب كوسيلة لدعم العملة من خلال موازنة الواردات والصادرات مع تعزيز ازدهار الفلاحين في نفس الوقت، بينما أصبحت جوسبلان مؤيدًا رئيسيًّا للغذاء الرخيص والتنمية المخططة للصناعة.
خلال عام 1925، بدأت جوسبلان في وضع خطط اقتصادية سنوية، تُعرف باسم «أرقام التحكم» контрольные цифры.
نُسق عملها مع المديرية المركزية للإحصاء في اتحاد الجمهوريات الاشتراكية السوفيتية، ومفوضية الشعب للمالية، والمجلس الأعلى للاقتصاد الوطني، وفي وقت لاحق مع البنك الحكومي ولجنة الإمدادات الحكومية.

### الخطة الخمسية
مع إدخال الخطط الخمسية في عام 1928، أصبحت لجنة التخطيط الحكومي مسؤولة عن إنشائها والإشراف عليها وفقًا للأهداف التي أعلنها الحزب الشيوعي لعموم روسيا (البلاشفة).
خلال عام 1930، دُمجت المديرية الإحصائية في لجنة التخطيط الحكومي، وفي 3 فبراير 1931 أعيدت لجنة التخطيط الحكومي إلى مجلس مفوضي الشعب.
خلال شهر مايو 1955، قُسمت لجنة التخطيط الحكومي إلى لجنتين: لجنة الدولة التابعة لمجلس وزراء الاتحاد السوفيتي للتخطيط المتقدم ولجنة مجلس وزراء الاتحاد السوفيتي الاقتصادية للتخطيط الجاري. وقد كُلفتا، على التوالي، بالتخطيط التنبئي والتخطيط الفوري. واستند عمل الأخيرة على الخطط الخمسية التي قدمتها هيئة التخطيط الحكومي، حيث تخطط الهيئة لمدة تتراوح بين 10 و15 سنة مقبلة.
كان مقر لجنة تخطيط الحكومة يقع في المبنى الذي يشغله حاليًا مجلس الدوما في موسكو.